# Laccaria fraterna
Laccaria fraterna är en svampart som först beskrevs av Pier Andrea Saccardo, och fick sitt nu gällande namn av David Norman Pegler 1965. Laccaria fraterna ingår i släktet Laccaria och familjen Hydnangiaceae.  Arten är reproducerande i Sverige. Inga underarter finns listade i Catalogue of Life.

## Källor

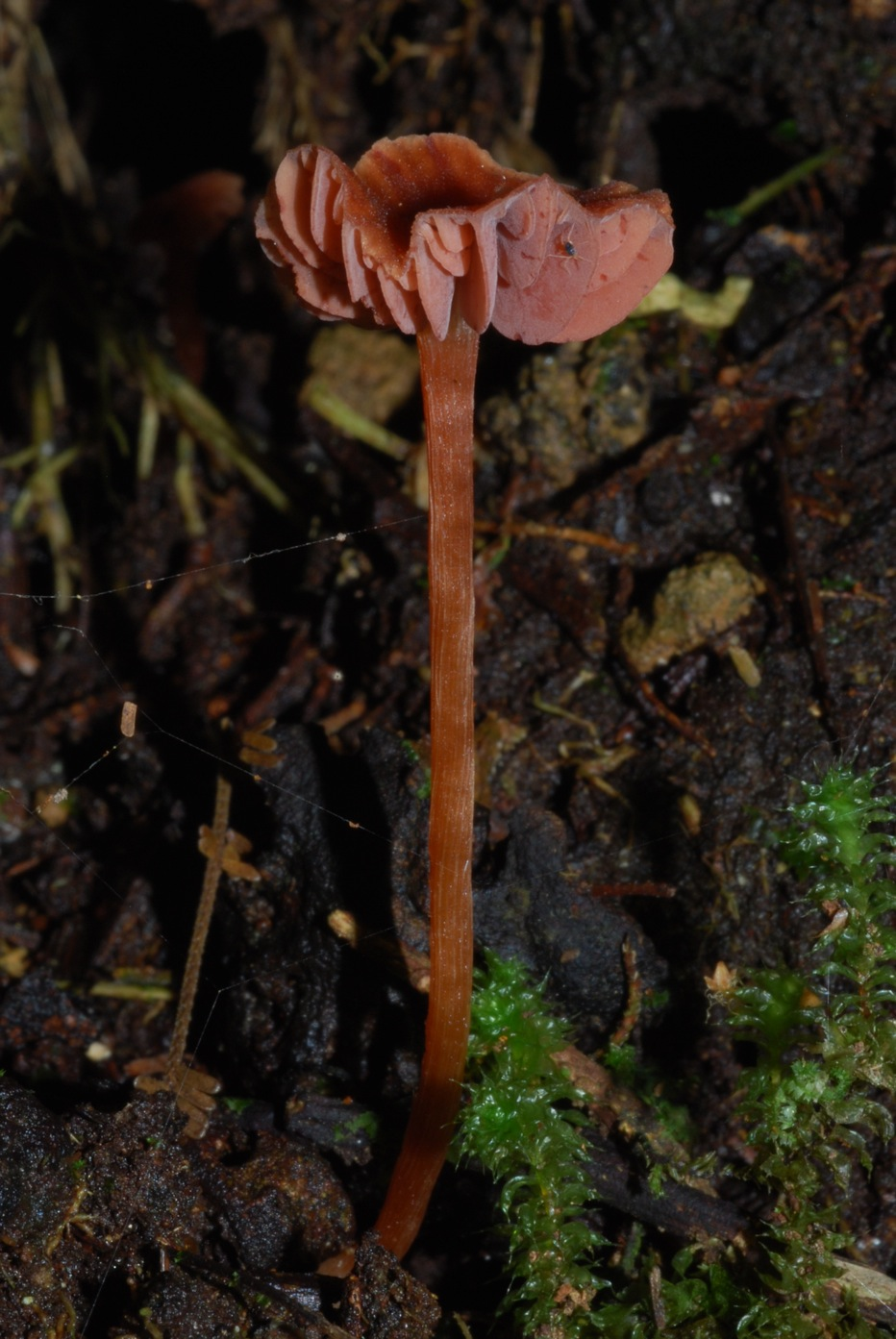
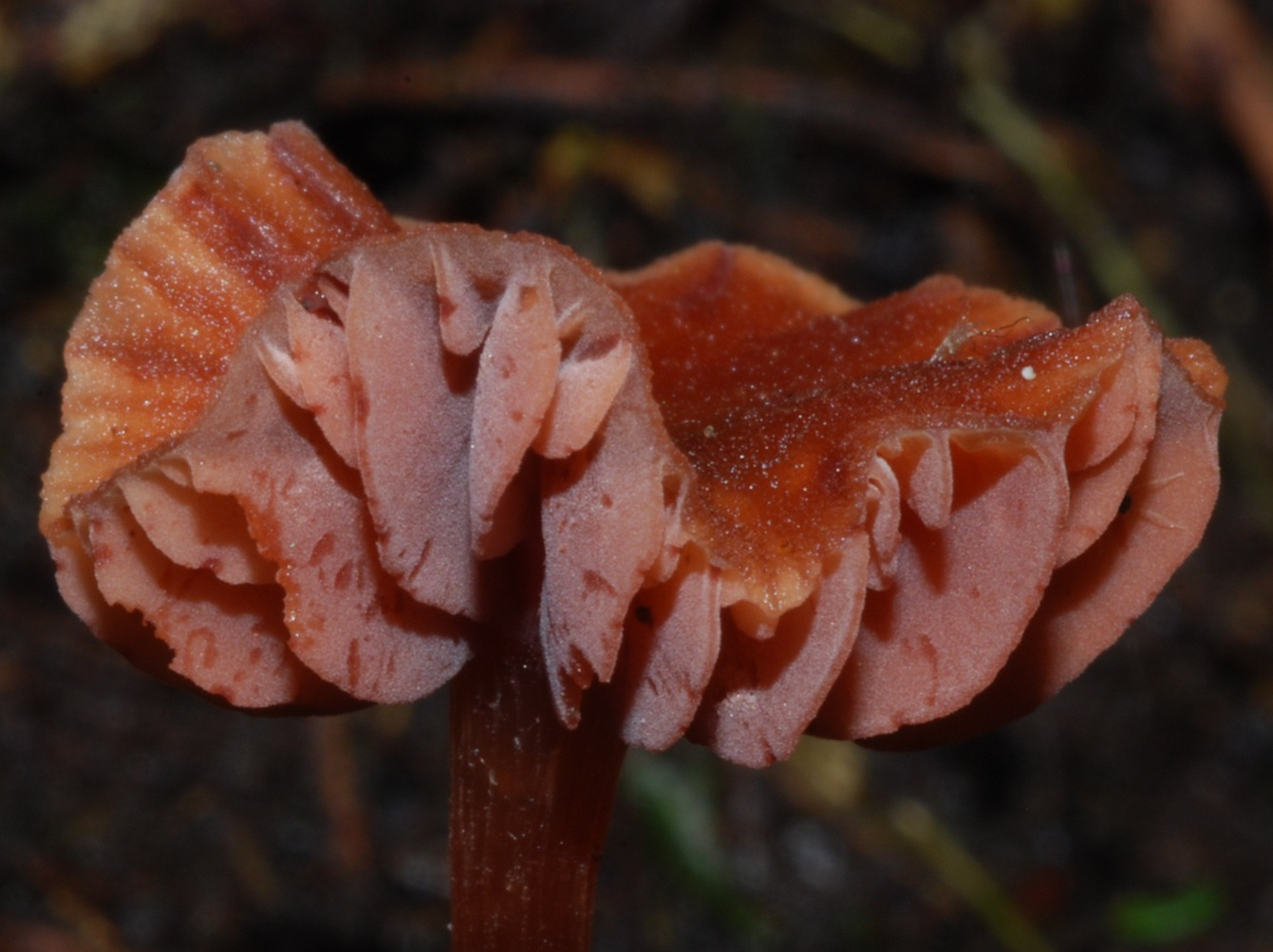
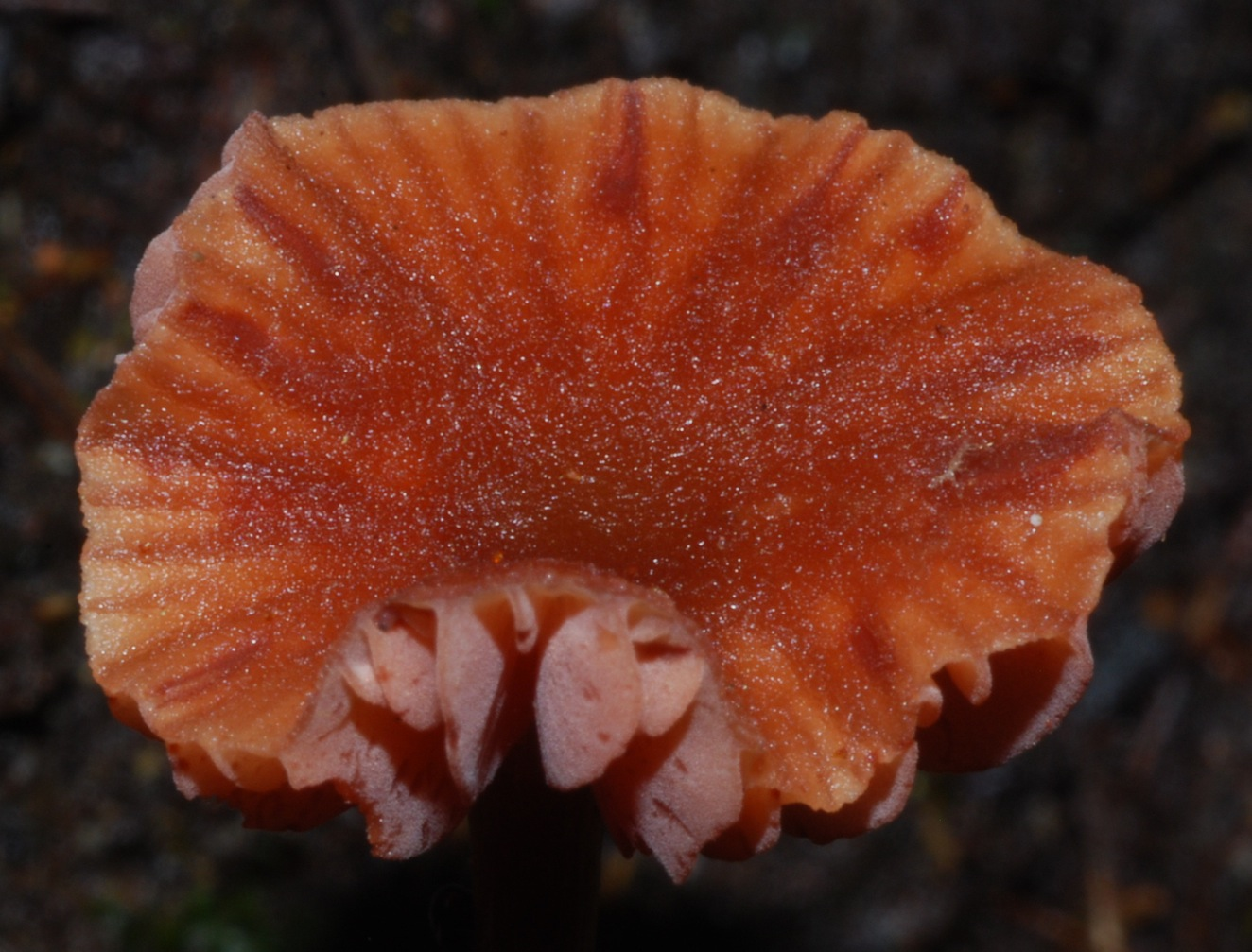
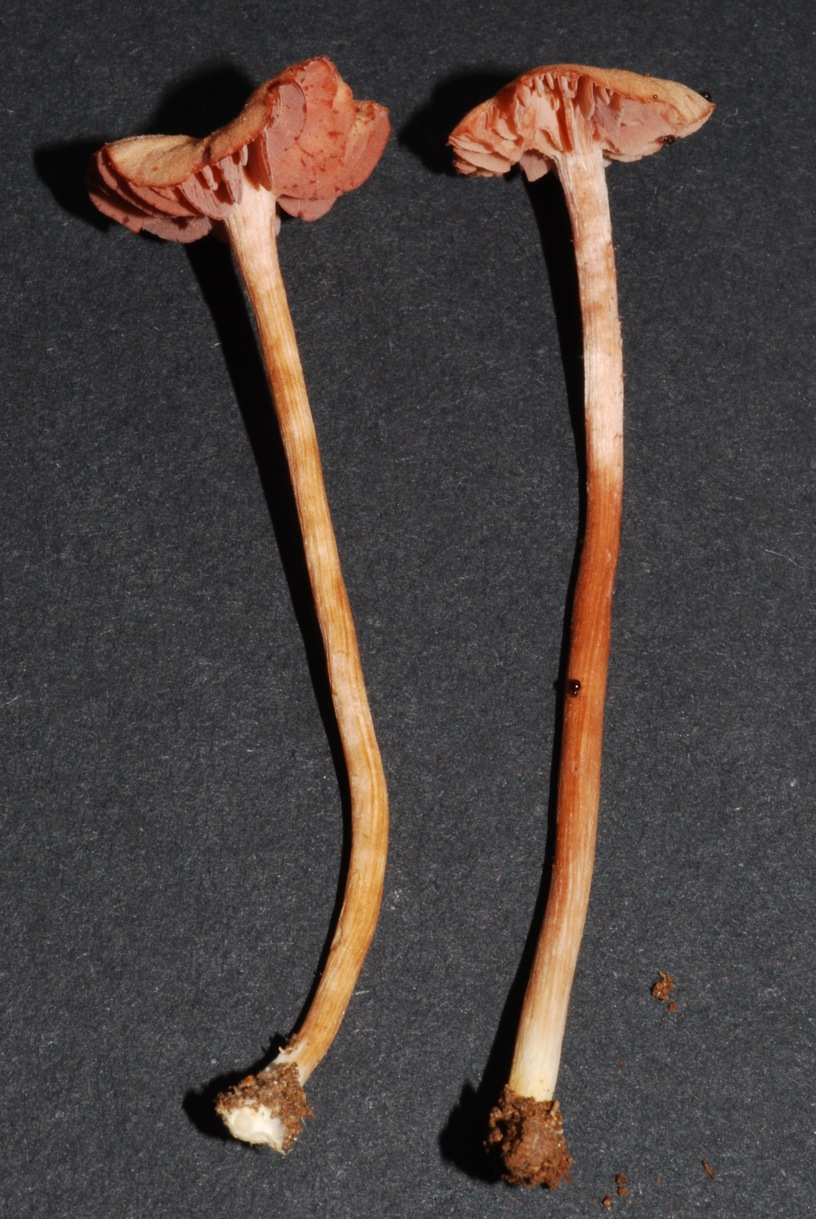
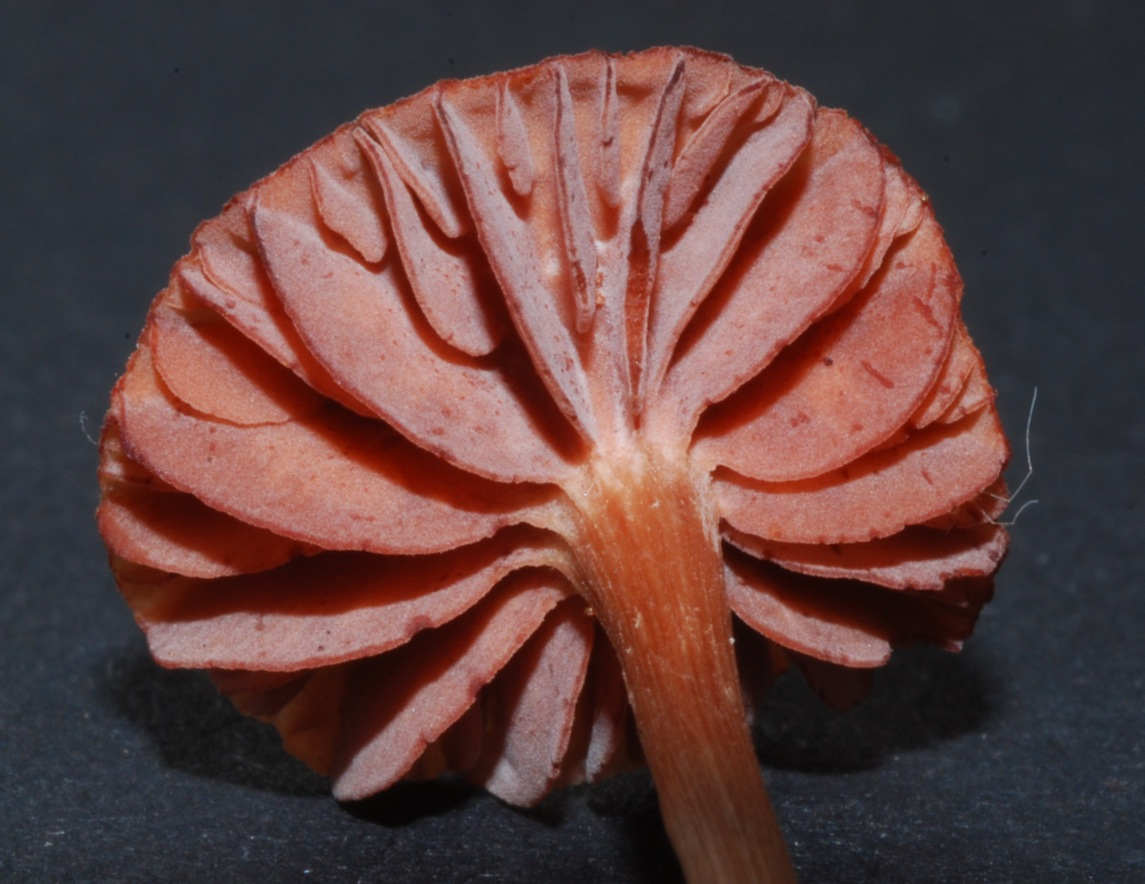